# Jean Beliveau
Jean Beliveau (31 de agosto de 1931 — 2 de dezembro de 2014) foi um canadense profissional em hóquei no gelo filiado à organização profissional esportiva National Hockey League, a NHL. Foi campeão jogando pelo Montreal Canadiens